# Битва за Бокерон
Битва за Бокерон (ісп. Batalla de Boquerón) — битва Чакської війни між Болівією і Парагваєм, що проходила 7-29 вересня 1932 року, одна з найважливіших та найкривавіших битв війни.
Протягом 23 днів солдати «Полку Кампос» з Ла-Пасу і 140-го полку піхоти з Оруро, загальним числом 619 солдатів під командою підполковника Мануеля Марсани захищалися від наступу набагато більших парагвайських сил числом близько 14 тисяч під командуванням генерала Хосе Фелікса Естіґаррібії.
У битві брали активну участь повітряні сили обох країн, що їх використовували для розвідки та бомбардування позицій супротивника. Значну перевагу в повітрі, проте, мала Болівія, в якої було набагато більше літаків. Зокрема, болівійцям вдалося затримати парагвайський наступ, проте 9 вересня дві парагвайські дивізії числом близько 5000 солдатів атакували форт, а коли атаку було відбито, взяли його в облогу. Болівійцям тричі вдавалося прорвати цю облогу і дещо поповнити число захисників новими силами, їх число піднялося з кількох сотень до 619 чоловік.
Під Бокероном болівійці використали всі наявні сили авіації як для бомбардування парагвайських позицій, так і для постачання боєприпасів, їжі та медичних засобів обложеним військам. Парагвайці активно використовували артилерію та протиповітряні засоби, що змусило болівійців літати на великих висотах, знижуючи ефективність авіації. Бомбометання та скидання припасів з великої висоти не були достатньо точними, через це багато припасів, призначених болівійцям, діставалися парагвайцям. Проте, під час цієї битви, болівійське командування не знало про проблеми постачання обложеного форту та планувало наступ з метою розриву облоги. 17 вересня болівійське командування надіслало наказ голодним захисникам форту протриматися ще 10 днів до контратаки, проте форт впав через два дні.
Битва за Бокерон стала відомим прикладом героїзму, коли жменька болівійців, стражджаючи від спраги і голоду, протягом довгого часу захищалася проти набагато переважаючих сил парагвайців, її часто порівнюють з Фермопільською битвою. В результаті битви, в якій 14-18 тисяч парагвайців атакували форт з 619 захисниками, парагвайці втратили близько 7 тисяч солдатів, а болівійці лише близько 150 чоловік.